# Millettia dura
Millettia dura är en ärtväxtart som beskrevs av Stephen Troyte Dunn. Millettia dura ingår i släktet Millettia och familjen ärtväxter. Inga underarter finns listade i Catalogue of Life.